# Världsmästerskapen i bordtennis 1937
 Världsmästerskapen i bordtennis 1937 spelades i Baden, Österrike, under perioden 1-7 februari 1937.

## Medaljörer

### Lag
| Disciplin            | Guld                                                       | Silver                                                                       | Brons                                                                            |
| Herrarnas lagtävling | USA Abe Berenbaum Robert Blattner James McClure Sol Schiff | Ungern Viktor Barna Laszlo Bellak Istvan Lovaszy Ferenc Soos Miklós Szabados | Tjeckoslovakien Miloslav Hamr Stanislav Kolář Pavel Lowy Adolf Slar Bohumil Váňa |
| Damernas lagtävling  | USA Ruth Aarons Emily Fuller Dolores Kuenz Jessie Purves   | Tyskland Hilde Bussmann Astrid Hobohm (Krebsbach) Annemarie Schulz           | Tjeckoslovakien Vlasta Depetrisová Marie Kettnerová Podhajecka Věra Votrubcová   |

### Individuellt
| Disciplin   | Guld                               | Silver                           | Brons                               |
| Herrsingel  | Richard Bergmann                   | Aloizy Ehrlich                   | Hans Hartinger                      |
| Herrsingel  | Richard Bergmann                   | Aloizy Ehrlich                   | Ferenc Soos                         |
| Damsingel   | Ruth Aarons Gertrude Pritzi        | Ruth Aarons Gertrude Pritzi      | Marie Kettnerová                    |
| Damsingel   | Ruth Aarons Gertrude Pritzi        | Ruth Aarons Gertrude Pritzi      | Hilde Bussmann                      |
| Herrdubbel  | Robert Blattner James McClure      | Richard Bergmann Helmut Goebel   | Miloslav Hamr Frantisek Hanec Pivec |
| Herrdubbel  | Robert Blattner James McClure      | Richard Bergmann Helmut Goebel   | Adolf Slar Vaclav Tereba            |
| Damdubbel   | Vlasta Depetrisová Věra Votrubcová | Margaret Osborne Wendy Woodhead  | Lillian Hutchings Stefanie Werle    |
| Damdubbel   | Vlasta Depetrisová Věra Votrubcová | Margaret Osborne Wendy Woodhead  | Marie Kettnerová Annemarie Schulz   |
| Mixeddubbel | Bohumil Váňa Věra Votrubcová       | Stanislav Kolář Marie Kettnerová | Geza Eros Angelica Rozeanu          |
| Mixeddubbel | Bohumil Váňa Věra Votrubcová       | Stanislav Kolář Marie Kettnerová | Abe Berenbaum Emily Fuller          |

### Fotnoter
1. ↑  ”World Championships Results”. ITTF Museum. Arkiverad från originalet den 11 maj 2012. https://web.archive.org/web/20120511103023/http://www.ittf.com/museum/results/WorldChresults.html. Läst 7 april 2012.
2. ↑  ”ITTF Statistics”. ittf.com. Arkiverad från originalet den 4 mars 2016. https://web.archive.org/web/20160304035302/http://www.ittf.com/ittf_stats/All_events4.asp?Competition_ID=11. Läst 7 april 2012.